# Knyk
Knyk település Csehországban, a Havlíčkův Brod-i járásban. Knyk Dolní Krupá, Veselý Žďár, Břevnice, Havlíčkův Brod és Horní Krupá településekkel határos. Lakosainak száma 434 fő (2024. január 1.).

## Népesség
A település lakosságának változását az alábbi diagram mutatja:
| Lakosok száma | 348  | 312  | 363  | 324  | 312  | 325  | 426  | 440  | 442  | 434  |
|               | 1869 | 1890 | 1921 | 1950 | 1980 | 2001 | 2017 | 2019 | 2022 | 2024 |